# Dan Sultan
Daniel Leo Sultan (Williamstown, dicembre 1983) è un cantautore e attore australiano.
Vincitore di 4 ARIA Music Awards, nella sua carriera ha pubblicato 7 album, 2 dei quali hanno raggiunto la top 5 della classifica australiana.

## Biografia e carriera
Sultan ha iniziato a studiare chitarra a 10 anni, componendo inoltre la sua prima canzone. Dopo aver ricevuto una chitarra elettrica da parte di un amico di sua madre, Sultan inizia ad esibirsi in vari locali già nel 1996, all'età di soli 13 anni. Nel 2000 conosce il chitarrista Scott Wilson e inizia a lavorare con lui sulla composizione di nuove canzoni. Nel 2006 pubblica l'album Homemade Biscuits in maniera completamente indipendente, composto in compagnia di Wilson. Uno dei brani inclusi nel progetto, Your Love Is Like a Song, vince il premio Single Release of the Year ai Deadly Awards. Nel 2007 Sultan e Wilson incidono una cover del brano This Land Is Mine di Kev Carmody per l'album benefico Cannot Buy My Soul, apparendo anche in concerti atti a supportare il progetto. Nel 2009 debutta come attore nel film Bran Nue Dae.
Nel 2009 pubblica il suo secondo album Get Out While You Can, anche questo come artista indipendente; sei mesi dopo la sua pubblicazione, l'album raggiunge la sua peak position della classifica australiana. Nel 2010, Sultan vince due premi per il suddetto album durante gli ARIA Music Awards: Best Male Artist e Best Roots and Blues Album. Il progetto viene successivamente premiato anche durante gli Australian Independent Record Awards. Nel 2014 Sultan apre i concerti australiani di Bruce Springsteen. Nello stesso periodo pubblica il suo terzo album Blackbird, che raggiunge la quarta posizione nella classifica australiana e vince il premio di best rock album durante gli ARIA Music Awards.
Sempre nel 2014 pubblica l'EP Dirty Ground e intraprende il Blackbird Tour. Dal tour viene estrapolato l'album live Open Live, pubblicato nel 2015. Nel 2017 pubblica il suo quarto album in studio Killer, che raggiunge la quinta posizione nella classifica australiana. A ciò segue l'EP collaborativo Killer Under a Blood Moon, che include alcune delle tracce del precedente album in collaborazione con altri cantanti australiani.
Nel 2018 intraprende un altro tour, che è tuttavia costretto a cancellare in seguito ad una resa negativa delle sue esibizioni a causa di alcuni suoi problemi con l'abuso di sostanze alcoliche. Sempre nel 2018 collabora con Delta Goodrem in una cover di You're The One That I Want. Nel marzo 2019 pubblica l'album Aviary Takes, a cui fa seguito un album costituito da sola musica per bambini intitolato Nali & Friends, con cui vince il suo quarto ARIA Awards nella categoria Best Children's Album. Segue la pubblicazione di un omonimo libro per bambini.

## Discografia

### Album

#### Studio
- 2006 – Homemade Biscuits
- 2009 – Get Out While You Can
- 2014 – Blackbird
- 2017 – Killer
- 2019 – Aviary Takes
- 2019 – Nall & Friends

#### Live
- 2015 – Open Live

### Singoli
- 2006 – Your Love Is Like a Song
- 2010 – Old Fitzroy
- 2010 – Letter
- 2010 – Running Away (con The Verves)
- 2013 – Under Your Skin
- 2014 – The Same Man
- 2014 – Kimberley Calling
- 2014 – Dirty Ground
- 2016 – Magnetic
- 2017 – Hold It Together
- 2017 – Kingdom
- 2017 – Forever Now (con Isabella Manfredi)
- 2018 – Killer (feat. Camp Cope)
- 2018 – Reaction (feat. Meg Mac)
- 2019 – Love & Hate
- 2019 – Nali
- 2019 – Bwindi
- 2019 – Every Day My Mother's Voice (feat Paul Kelly)
- 2021 – Tarred & Feathered